# Eurodance
Genres dérivés
Italo dance, bubblegum dance, happy hardcore, hands up, hard trance, UK hardcore
Genres associés
House, techno
L'eurodance, également connu sous le terme europop, est un genre de musique électronique ayant émergé à la fin des années 1980 et dont l'expansion se fait durant les années 1990. Elle mélange certains éléments des musiques house, hi-NRG, new beat avec les titres Cocaine de The Maxx sortie en 1988, The Sound of C des Confetti's sortie en 1988, Belgian Musictrain de Cold Sensation sortie en 1989, et l'euro disco. La production de l'eurodance continue à évoluer dans des styles modernisés qui incorporent des éléments sonores de la trance et de la techno.
Le terme Italo dance désigne quant à lui un style de dance produit en Italie, populaire dans les années 1990, qui découlait de l'Italo disco. Il peut parfois être utilisé pour désigner l'eurodance originaire d'Italie. Inversement, le terme dance a été associé dans l'esprit des Européens à l'eurodance, favorisant une appréhension européenne des artistes extra-européens catégorisés dance. Comme son prédécesseur, l'Italo disco, l'eurodance est exclusivement électronique mais elle s'en différencie notablement du fait qu'elle incorpore beaucoup d'éléments de house et de rap.

## Terminologie
Le terme d'« eurodance » s'associe au fur et à mesure du temps à un style spécifique de musique dance européenne. Durant son âge d'or, le genre musical est associé aux termes « euro-house » ou « euro-NRG » ; en Europe, il est plutôt associé aux termes de « dancefloor » ou simplement « dance. » Bien que certains utilisent un terme plus rapproché que celui d'eurodance, le terme s'associe plus particulièrement au genre musical de type NRG durant les années 1990, dans lequel étaient inclus des chanteurs ou rappeurs en solo ou en duo.
À la suite du succès commercial rencontré par la dance, le terme dance est progressivement accolé à toute musique jouée sur une piste de danse : R'n'B, hip-hop, rap, variété, pop, reggae… Ceci s'explique par la confusion entre « dance » (sous-entendu dance music, qui désigne en français le genre musical) et « musique de danse » (qui se dit de la même façon en anglais, mais renvoie en français à un type de musique). D'où les nombreuses approximations entre amateurs autour des artistes, titres, albums et compilations décrites comme dance et regroupant des mondes aussi divers que Britney Spears, Destiny's Child ou même Star Academy.

## Caractéristiques
L'eurodance est principalement caractérisée par des riffs synthétisés, des chants masculins ou féminins, des passages de rap, du sampling et une forte caisse,. Elle peut aussi parfois ne comporter que des chants masculins ou féminins, sans passage de rap.
L'eurodance possède généralement un thème positif ; les paroles évoquent habituellement l'amour et la paix, la danse, les fêtes, ou l'expression de diverses émotions. Les paroles eurodance, au milieu des années 1990, étaient fréquemment chantées par un chanteur en solo ou par un duo de chanteurs et rappeurs. Certains rappeurs variaient les chants comme un rappeur allemand accompagné des rappeurs américains (Real McCoy), ou l'utilisation de rap reggae comme Ice MC et Fun Factory, ou le scat comme Scatman John. Les chanteurs solo comme Alexia, Tess, Whigfield et Double You ont également contribué au genre. Les paroles sont presque toutes chantées en anglais, quelle que soit la nationalité de ou des artistes. Le genre eurodance reprend sa structure rythmique de la plupart des genres faisant partie de la grande famille de la musique électronique : quatre battements de percussions sur quatre mesures (4/4), dont chaque séquence de 16 ou 32 battements délimités par un moment fort (coup de cymbale par exemple). La vitesse de battements des titres de ce genre se situent généralement entre 110 et 150 battements par minute (BPM),.
La structure mélodique de l’eurodance s’apparente énormément avec celle de la musique pop contemporaine : une mélodie entraînante (notamment appelé hook en anglais pour mettre l'emphase sur le but « accrocheur » de celle-ci), la présence de refrains et parfois de couplets, dont les paroles sont simples, accrocheuses et faciles à comprendre. Les titres eurodance qui sortent sous forme de CD Singles viennent généralement avec quelques versions en sus, notamment une ou plusieurs versions destinées à être mixée par les DJ en discothèques. Ces versions sont souvent appelées extended mix ou club mix, bien que certaines variations existent, et sont souvent constituées de ponts en début et milieu de chansons, permettant une transition aisée vers un autre morceau.

## Histoire

### Hi-NRG et Italo disco
La hi-NRG est lancée au Royaume-Uni et aux États-Unis en tant que forme musicale underground, plus rapide que le disco, à la suite du déclin de popularité de ce dernier. À la fin des années 1980, il s'associe aux producteurs britanniques Stock, Aitken and Waterman, et, au début des années 1990, à des groupes comme Masterboy et 2 Unlimited, qui produisaient une version continentale de la hi-NRG. L'eurodance est très fortement inspirée par la Hi-NRG, comme démontré par son tempo rapide et l'usage fréquent de voix féminines. L'eurodance peut également être considérée comme une forme technologiquement plus avancée d'Euro disco, identique à la Hi-NRG qui est une forme technologiquement plus avancée de disco.
L'Italo disco et sa dernière variante, l'eurobeat, sont souvent considérés comme les sous-genres de l'eurodance, mais ils sont en réalité les genres dérivés de la Hi-NRG européenne, appelée « space disco ». L'Italo disco influence la production de l'eurodance en général, tandis que les musiciens et groupes eurodance italiens, comme Alexia, Cappella, Corona et Playahitty, préservent l'usage de voix féminine d'opéra. Le terme « eurobeat » semble d'usage commun au Japon, où le style est très répandu dans des jeux vidéo comme Dance Dance Revolution et dans des anime comme Initial D.

### House et hip-hop
La house, d'abord un genre underground aux États-Unis, est popularisée en Europe, même si le genre vient initialement du continent américain par la suite popularisé au Royaume-Uni avec l'acid house et la techno « rave » à la fin des années 1980. Certaines premières chansons du genre house contiennent des éléments de ce qui deviendra plus tard l'eurodance. Des chansons comme C'mon and Get My Love de D Mob (1989), Strike It Up de Black Box (1990), 3 a.m. Eternal de The KLF (1990) et Get Ready for This de 2 Unlimited (1991) possèdent les deux caractéristiques de l'eurodance, et Everybody's Free (To Feel Good) de Rozalla (1991) se caractérise par un riff synthétisé.
Les versets rap sont également l'un des éléments de l'eurodance. Même si l'eurodance fait usage de parties vocales rap, elle ne s'inspire pas des thèmes du gangsta rap, et encore moins des conventions instrumentales de la musique rap comme le scratching ou des basses lourdes. L'eurodance aide, simultanément, à la popularisation de la musique rap en Europe. En parallèle au rap, l'eurodance mêle également certains éléments de reggae ; ce mélange est entendu pour la première fois dans la chanson All That She Wants du groupe Ace of Base.